# Риба (пісня)
«Риба» — пісня українського гурту «Vivienne Mort», що була презентована 16 січня 2014 року, і пізніше увійшла до другого міні- і третього загалом альбому «Готика», який було презентовано в жовтні 2014 року у Львівському драматичному театрі імені Лесі Українки.

## Відеокліп
Зйомки кліпу відбувалися взимку в передмісті Києва. Згідно концепції кліпу, Даніела лазить по деревах, ходить по крихкому льоду, а в самому фіналі занурюється в лунку з крижаною водою.
Протягом всього відео Даніела ховається під темною накидкою, що символізує одвічні пошуки особистості всередині власного внутрішнього світу. Солістка гурту розповідає:

У нашому кліпі хтось ходить своїм нутром, сьогодні там окрім льоду майже нічого нема, це правда. Але найважливіше — це те, що він не побоявся туди зазирнути і це означає, що він зможе вийти. Інша справа, що іноді двері — це ополонка.

Оператором і режисером свіжої відеороботи колективу виступив Haze.
Прем'єра кліпу відбулася 2 липня 2014 року на Інтернет-платформі YouTube.

## Учасники запису
- Даніела Заюшкіна-Лапчикова — вокал, фортепіано
- Гліб Проців — ударні
- Влад Бутенко — бас-гітара
- Олександр Лєжньов — клавішні